# UNIVAC
Рачунар UNIVAC I (енгл. Universal Automatic Computer) је био први рачунар за пословне намјене. Конструктори су били Проспер Екерт (енгл. Prosper Eckert) и Џон Мочли (енгл. John Mauchly), који су и основали компанију UNIVAC.
Године 1950. продају компанију Ремингтон-Ранду. Године 1951. амерички биро за попис становништва (U.S. Census Bureau) добија први рачунар UNIVAC I. Касније се израђују и други модели, серије II, III и даље.

## Детаљни подаци
Детаљнији подаци о рачунару Univac 1 су дати у табели испод.
|                       |                                                                                              |
| [ 1 ]                 |                                                                                              |
| Произвођач            |                                                                                              |
| Тип                   | професионални рачунар                                                                        |
| Меморија              | 1000 ријечи са 72 бита свака у линијама за кашњење                                           |
| Поријекло             | Сједињене Америчке Државе                                                                    |
| Година                | 1951                                                                                         |
| Тастатура             | бинарна, контролна и ASCII тастатура                                                         |
| Процесор              | електронске цијеви                                                                           |
| Фреквенција процесора | 1905 операција у секунди                                                                     |
| RAM                   | 1000 ријечи са 72 бита свака у линијама за кашњење                                           |
| ROM                   |                                                                                              |
| Текст                 |                                                                                              |
| Графика               |                                                                                              |
| Боја                  |                                                                                              |
| Звук                  | мали звучник                                                                                 |
| Димензије             | 4,25 (ширина) x 2,45 (дубина) x 2,60 (висина) метара, запремина: 943 кубне стопе / 13,1 тона |
| Портови               |                                                                                              |
| Оперативни систем     |                                                                                              |